# شرفه (استان عنابه)
شرفه (به عربی: الشرفة) یک شهرداری در الجزایر است که در استان عنابه واقع شده‌است.